# Pioglitazone
Il pioglitazone è un principio attivo che appartiene alla classe dei tiazolidindioni. Ha un'azione insulino-sensibilizzante e viene utilizzato nel diabete mellito di tipo 2, ossia agisce migliorando la sensibilità dei tessuti all'insulina. Può essere usato associato alla metformina, sulfonilurea o insulina. L'uso è raccomandato associato all'esercizio fisico e alla dieta. Non è raccomandato nel diabete mellito di tipo 1. È assunto per bocca.
Gli effetti collaterali comuni includono cefalea, dolori muscolari, infiammazione della gola ed edema. I gravi effetti collaterali possono includere cancro alla vescica, bassi livelli di zucchero nel sangue, insufficienza cardiaca e osteoporosi.  Non è raccomandato in gravidanza o allattamento.

## Meccanismo di azione

### Farmacodinamica
Il pioglitazone, come tutti i tiazolidindioni, agisce mediante l'attivazione dei recettori PPAR-γ, particolarmente numerosi nel tessuto adiposo, ma presenti anche nelle cellule γ del pancreas, nell'endotelio vasale e nei macrofagi. Il recettore PPAR-γ è implicato nella regolazione della trascrizione di alcuni geni in grado di dettare una risposta ipoglicemizzante.
Effetto del pioglitazone è quello di migliorare la sensibilità all'insulina del tessuto adiposo, del muscolo e del fegato, migliorando l'utilizzo del glucosio da parte di questi tessuti.
Il pioglitazone ha dimostrato una significativa protezione da eventi cardiovascolari micro- e macro-vascolari ed una stabilizzazione dell'placca aterosclerotica.

### Farmacocinetica
Dopo somministrazione orale, il farmaco va incontro a rapido assorbimento, con un picco di concentrazione plasmatica dopo circa 2 ore e una biodisponibilità dell'80%. Sia il farmaco che i suoi metaboliti presentano un legame alle proteine plasmatiche superiore al 99%.
Il metabolismo avviene nel fegato ad opera del citocromo P450, in particolare alle isoforme 2C8 e CYP3A4. Ciò potrebbe teoricamente comportare la possibilità di interazioni con altri farmaci, come per esempio i contraccettivi orali, la cui biodisponibilità potrebbe essere modificata dalla contemporanea somministrazione di pioglitazone. Studi condotti su volontari sani hanno evidenziato per il pioglitazone interazioni significative con l'antibiotico rifampicina, la cui biodisponibilità viene ridotta, e con il farmaco ipolipemizzante gemfibrozil in cui questa viene invece aumentata. Anche la concentrazione plasmatica del verapamil e del suo principale metabolita può essere aumentata dalla contemporanea somministrazione di pioglitazone.
Il metabolismo del farmaco comporta una reazione di idrossilazione a carico dei ponti metilenici da cui si ottengono sei diversi metaboliti, tre dei quali presentano ancora attività farmacologica.
L'eliminazione avviene per la maggior parte con le feci e in misura minore con le urine; l'emivita complessiva di eliminazione (tenendo conto dei metaboliti attivi) è di circa 20 ore.

## Impiego clinico
Il pioglitazone è utilizzato nel trattamento nel diabete mellito tipo 2, sia come unico farmaco (monoterapia), sia in associazione con altri antidiabetici orali come la metformina o le sulfaniluree. In particolare esistono associazioni precostituite di pioglitazone e metfomina, indicate nei pazienti che non raggiungono un adeguato controllo della glicemia con la sola metformina.

## Controindicazioni
Il pioglitazone è controindicato in caso di malattie epatiche gravi o in fase attiva che possano determinare insufficienza epatica. Non deve inoltre essere somministrato in gravidanza e allattamento a causa di possibili effetti tossici sul feto, riscontrati negli animali.

## Effetti collaterali e possibili rischi a lungo termine
Tra i possibili effetti avversi del pioglitazone vi è la ritenzione idrica, che potrebbe comportare un peggioramento dei sintomi e un aumento del rischio di edema polmonare in pazienti affetti da insufficienza cardiaca. Può causare anemia. Un lieve aumento di peso è comune a causa dell'aumento del tessuto adiposo sottocutaneo. Negli studi, i pazienti trattati con pioglitazone avevano una percentuale maggiore di infezione delle vie respiratorie superiori, sinusite, mal di testa, mialgia e problemi ai denti.

### Rischio fratture
In seguito all'uso del farmaco è stata inoltre rilevata una maggiore incidenza di fratture nelle donne.Un comunicato stampa della GlaxoSmithKline nel febbraio 2007 ha osservato che vi è una maggiore incidenza di fratture delle braccia, delle mani e dei piedi nelle donne diabetiche trattate con rosiglitazone rispetto a quelle trattatate con metformina o glibenclamide. Le informazioni si basavano sui dati del trial ADOPT. A seguito del rilascio di questa nota, la Takeda Pharmaceutical Company, lo sviluppatore del pioglitazone (venduto come Actos in molti mercati) ha ammesso che ha implicazioni simili per le pazienti di sesso femminile.

### Eventi cardiovascolari
Una metanalisi e una revisione sistematica rilasciate successivamente hanno mostrato che pioglitazone ha ridotto il rischio di eventi cardiaci ischemici piuttosto che aumentare il rischio, ma ha aumentato i casi di insufficienza cardiaca.

### Tumori
È stato evidenziato nei pazienti trattati con pioglitazone un lieve aumento del rischio di carcinoma della vescica, in particolare dopo uso prolungato (superiore a due anni) del farmaco. Tale conclusione, riconosciuta anche dall'Agenzia europea per i medicinali nel 2011, scaturisce da diversi studi osservazionali ed è stata confermata da una metanalisi della letteratura specialistica pubblicata nel 2013. Altri studi, fra i quali un'ampia analisi di tipo retrospettivo pubblicata nel 2015 e nel 2017, smentiscono questa associazione. Lo stesso studio retrospettivo citato evidenzierebbe invece una correlazione tra carcinoma della prostata o del pancreas e pregresso uso di pioglitazone, senza tuttavia individuare le cause di tale associazione e senza escludere la possibilità che questa sia casuale o influenzata da fattori confondenti. Lo stesso studio retrospettivo (1997-2007, con follow up sino al 2012, Kaiser Permanente University), effettuato su 236.000 pazienti diabetici al di sopra dei 40 anni, confrontando il gruppo degli utilizzatori del farmaco con quello dei non utilizzatori, ha mostrato infatti un aumento del 13% del rischio di tumore alla vescica e del 43% del rischio di tumore al pancreas, quest'ultimo concentrato soprattutto (+100%) nei primi 12 mesi di assunzione del farmaco stesso.
Mentre lo IARC lo classifica come "probabile cancerogeno", al 2024 la Francia l'ha ritirato dal commercio e la Germania ne ha sospeso la rimborsabilità.